# 譙州
譙州（しょうしゅう）は、中国にかつて存在した州。
南北朝時代、北魏により設置された渦州を前身とする。南朝梁により西徐州、東魏により譙州と改称された。605年（大業元年）、隋代により廃止され、管轄県は亳州に移管された。

## 下部行政区画
- 譙郡
  - 渦陽県
  - 臨渙県
  - 白撣県
  - 竜山県
  - 蕭県
- 蒙郡
  - 蒙県
- 潁川郡
  - 許昌県
- 竜亢郡
  - 竜亢県